# Haiivka, Teofipol
Haiivka (în ucraineană Гаївка) este un sat în comuna Șîbena din raionul Teofipol, regiunea Hmelnîțkîi, Ucraina.

## Demografie
Componența lingvistică a localității Haiivka
     Ucraineană (100%)
Conform recensământului din 2001, toată populația localității Haiivka era vorbitoare de ucraineană (100%).